# Micrurus latifasciatus
El coralillo de bandas largas (Micrurus latifasciatus) es una especie de serpiente venenosa que pertenece a la familia Elapidae.  Es nativa de Guatemala y del sur de México. No tiene subespecies reconocidas.